# Talk About Our Love
Talk About Our Love è un singolo della cantante statunitense Brandy, pubblicato nel 2004 ed estratto dall'album Afrodisiac.

## Il brano
Il brano vede la partecipazione di Kanye West nelle vesti di interprete, coautore e produttore.
Il brano è stato scritto da Kanye West e Harold Lilly. Dal momento che esso include un sample della canzone Gilly Hines (1978) del gruppo Mandrill, sono accreditati come autori anche i componenti di questo gruppo, ovvero Claude Cave II, Carlos Wilson, Louis Wilson e Ricardo Wilson.

## Video
Il videoclip della canzone è stato diretto da Dave Meyers. Esso è stato girato a Los Angeles e vede la partecipazione di Ray J, fratello di Brandy e presente con un cameo.
Nell'ambito degli MTV Video Music Awards 2004, esso ha ricevuto la candidatura nella categoria Best R&B Video (Miglior video R&B), poi vinto da Alicia Keys per il video di If I Ain't Got You.

## Tracce
- CD (UK)

1. Talk About Our Love (Album Version)
2. Talk About Our Love (One Rascal Remix)

- CD (USA)

1. Talk About Our Love (Album Version)
2. Turn It Up (Edited Version)

## Formazione
- Brandy Norwood - voce
- Keenan "Keynote" Holloway - basso
- Glenn S. Jeffrey - chitarra
- Ervin A. Pope - tastiera
- Miri Ben-Ari - violino